# Inca de Oro (Chile)
Inca de Oro (antiguamente conocido también como Mina San Pedro Nolasco, Cuba y Oro del Inca) es un pueblo y antiguo centro minero de importancia en la zona, perteneciente a la comuna de Diego de Almagro, Provincia de Chañaral, Región de Atacama, Chile. El pueblo de Inca de Oro se ubica 100 km hacia noreste de Copiapó y actualmente tiene 432 habitantes.

## Historia

Plano de Inca de Oro en 1968.

Inca de Oro era un centro minero importante y que en alguna época se llamó Cuba, ubicado en el estéril Llano de Varas entre Carrera Pinto y Diego de Almagro.
Inca de Oro tiene una larga trayectoria minera. Especialmente gracias al sector aurífero en el suroeste del pueblo. Pero también los sectores en la Quebrada Chañaral Alto y Sierra Caballo Muerto eran importantes fuentes de ingreso.
En la década de 1850 se explotaban minas en sectores adyacentes del actual asentamiento. Uno de los yacimientos fue Tres Puntas que contó con una placilla o aldea denominada como El Inca, que tiende a confundir a algunos investigadores con el naciente villorrio Inca de Oro que surge en los primeros años de 1900.
En el año 1869 una nómina de las principales minas que trabajaban en el departamento de Copiapó, ya incluía al mineral de Inca de Oro. En esa época partían de Pueblo Hundido (Diego de Almagro) caminos a los minerales Altamira, Doña Inés Chica, Caballo Muerto, La Florida, Chañarcito, Inca, El Carmen y otros, por lo que este lugar constituía un punto estratégico para los propietarios de carretas, posadas y herrerías.
El desarrollo minero en la zona se consolidó en las últimas décadas del siglo XIX, lo que llevó a empresarios mineros locales a proponer al Gobierno de la época la prolongación del ferrocarril desde Pueblo Hundido al mineral de Oro del Inca, tal como se le denominaba en esos años. Esta extensión conlleva a que posteriormente la localidad quede conectada al resto del país a través del Longitudinal Norte por medio de la estación Inca de Oro.
- En la década de los años 1940 llegaron al pueblo minero; muchos extranjeros, entre ellos, los siguientes:
- inmigrantes chinos familias: Chang, Wong, Hip, Lam, Fong.
- inmigrantes alemanes Ducrówc.
- inmigrantes españoles Matta, Gallo, Pinquete, Varela, Diaz, Almeyda, Vega, Zepeda, Cortés, Sepúlveda, Corón, Mandiola, Palma, Miles.
- inmigrantes franceses Droguett,
- inmigrantes judíos Elías, Jacob Jalaf,
- inmigrantes Japoneses Komori, Tsukamoto.
- inmigrantes Libanes Harb (Traducido posteriormente al español : Guerra), Nacusse, Daher.

### Minas en la zona minera inca
El periódico La Justicia de Chañaral del 13 de marzo de 1886, entrega una relación del mineral de oro del Inca, señalando cinco grupos de minas ubicadas en distintos sectores geográficos, dando a conocer la extensión de dicho mineral.
- El primer grupo pertenece a la Sociedad Inglesa, con las minas Buena Suerte, Cobriza, San Román, Buena Vista y otras administradas por el señor Guillermo Collins.

- El segundo grupo, algo más al poniente y sobre una planicie de donde se domina casi todo el mineral se encuentran las minas San Pedro, Santa Rosa, Colorada, Buena Esperanza, San Rafael, Candelaria y Descubridora.

- El tercer grupo, las minas del llano sur, se hallan las minas Constancia, Sebastopol, Providencia, Magdalena, San Manuel y Cantera.

- El cuarto grupo, las del llano norte se hallan las minas Tesoro, Guías del Norte, Guías del Sur, Tránsito, California y San Antonio.

- Y el quinto grupo, en el este se trabajan las minas Capitana, Cristina y Baja California.[3]

### Personajes nacidos en Inca de Oro
- Marcelo Vega, exfutbolista chileno que jugó como mediocampista en la selección chilena y en el extranjero, su apodo es el "Toby". Tuvo participación en 1810 (reality show) de Canal 13.
- Manuel Magalhaes Medling, fue un político radical chileno.
- Emperatriz Sepúlveda, Primera Directora de la Escuela Fiscal de Inca de Oro; la Actual Escuela G-6 del pueblo, lleva su nombre como reconocimiento a la gran labor realizada a muchas generaciones.
- Rurico Komori Rojas, Académico de la Universidad de Atacama, Profesor de Química y Merceología; formador de muchas generaciones de universitarios que están en altos cargos en las empresas mineras de la región de Atacama, en el país y en el extranjero. Actualmente se encuentra retirado de las actividades académicas.
- Hernando Contreras Komori, Profesor, Escritor y Artista Plástico, Hijo de Hernando de Jesús Contreras y de Blondina Komori Rojas; radicado actualmente en Copiapó.
- Magdalena Corón Rojas, profesora Incana que emigró a Australia, donde trabaja en la docencia.
- Luis Corón Rojas, Eximio baterista de la región de Atacama, fundador de la Banda Popular "Puente Roto" de Copiapó, actualmente posee una conocida Productora de Eventos musicales en Copiapó.
- Fernando Corón Rojas, Eximio guitarrista y músico Incano, radicado en Australia.

- Servando Campillay; Ingeniero Civil en Informática;  Académico de la Universidad de Atacama, en Copiapó, anteriormente fue académico de la Inacap y de la Universidad Arturo Prat.
- José Zepeda Varas. Periodista y presentador radiofónico, radicado desde 1976 en Holanda. Ha sido director del departamento latinoamericano de Radio Nederland de Holanda. Fue presentador y gerente de Radio Atacama de Copiapó, CB121. Tiene dos títulos Honoris Causa por su defensa de los derechos humanos y promoción de la libertad de expresión en América Latina.

## Clima
Desértico. Marcada oscilación térmica entre el día y la noche. La temperatura máxima promedio es de 18,4 °C y la mínima de 4,9 °C. Las precipitaciones estivales son un poco más frecuentes y la máxima promedio es de 14,8 mm.

## Turismo
La localidad posee atractivos turísticos y algunos servicios de alimentación para los visitantes:
- Centro astronómico de Inca de Oro, se encuentra localizado a 100 km de Copiapó, fue instalado por la Municipalidad de Diego de Almagro y la Universidad de Atacama sobre el cerro España, a sólo 2 km al norte de Inca de Oro para fomentar la educación y desarrollar el astroturismo.[5][6]
- Museo Minero. Es una muestra museológica que contiene artefactos históricos de la localidad de Inca de Oro, muestras de minerales y de artefactos de la vida en varias de las minas cercanas que existieron en sus alrededores. Desde este museo se hacen excursiones con el Observatorio de Inca de Oro.[6]
- Camino del Inca, También conocido como Qhapaq Ñan atraviesa el área de Inca de Oro en dirección hacia la ciudad de Copiapó, es uno de los tramos mejor conservados en la Región, desde él es posible observar el Volcán Doña Inés, santuario de altura incaico que nombrado así por don Pedro de Valdivia en su paso por este lugar en honor a doña Inés de Suárez.[5][7]

- Finca Chañaral, es un punto importante en la historia de la Región de Atacama, dado que antiguamente constituyó un paso obligados de las caravanas que recorrían el desierto para realizar intercambios comerciales. Formó parte estratégica del camino del inca y fue utilizado como un lugar de paso obligado durante la colonia antes de cruzar el gran desierto de Atacama, comenzó a ser cultivado en 1678 con viñas y caña de azúcar. Gracias a la pequeña aguada y la vegetación de esta quebrada, diversos grupos humanos y culturas han dejado pictografías en las paredes de sus rocas. En 1854 fue visitado por Rodolfo Amando Philippi en su regreso de la expedición al desierto de Atacama, en aquel año pertenecía a José Waddington quien producía alimentos para los animales de carga de la zona.  Se encuentra ubicado a solo 19 km de Inca de Oro.[8][6]
- Viñita del Desierto. Es una pequeña viña ubicada en medio del desierto de Atacama, se accede a ella desde Inca de Oro por la ruta C-289. Se trata de producción artesanal de vino orgánico que no supera los 300 a 400 litros al año. Es una hectárea de viñedo plantada en 1989, junto a otros árboles frutales como damascos, higos y membrillos y la crianza de algunas gallinas y conejos, que constituye un verdadero oasis.[9][10]
- Mina Sebastopol, Es un ejemplo típico de los antiguos asentamientos asociado a las actividades mineras de pequeña y mediana escala, además es una de las minas mejor conservadas en el área de Inca de Oro, incluidas la casa de la administración, sus bodegas, penecillo con riel, carro y una vista panorámica del área.[9]
- Planta de Concentración Solar. Ubicada en pleno Llano de Varas, 15 kilómetros al sur de Inca de Oro, se encuentra la planta de concentración de Potencia Copiapó Solar, de la empresa Solar Reserve, se trata de una central de energía híbrida que combina la energía fotovoltaica con la de concentración solar y que permite producir energía durante 24 horas sin producir emisiones contaminantes. Es al primera en su tipo en Latinoamérica. Fue construida el año 2005 y se puso en operación el segundo semestre del año 2018, tuvo un costo de 2.000 millones de dólares (dos billones de dólares) y genera 1700 Gigavatio hora (GWh) por año.[11] Esta área es considerada como el mejor con mejor radiación solar lugar en el mundo, lo que ha permitido el desarrollo de este y otros proyectos que han aportado a la revolución tecnológica en cuanto a energía limpias.[9]